# Carcerato (película de 1951)
Carcerato («Encarcelado» en español) es una película de melodrama italiana de 1951 dirigida por Armando Grottini (acreditado como Armando Zorri).

## Reparto
- Otello Toso
- Franca Marzi
- Barbara Florian
- Renato Baldini
- Nuccia Aronne
- Amedeo Trilli
- Franco Pesce
- Amalia Pellegrini
- Salvatore Cafiero
- Gigi Pisano
- Natale Cirino